# Anthropométrie

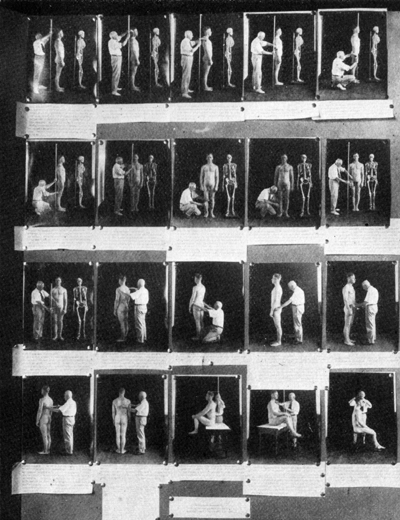
Exemples de mesures anthropométriques exposées à la conférence sur l’eugénisme de 1921.

L’anthropométrie est la technique qui concerne la mesure des particularités dimensionnelles d'un être humain. Cette discipline de l'anthropologie physique est particulièrement utilisée en ergonomie.

## Historique et description
Le terme naît avec le livre du statisticien et humaniste belge Adolphe Quetelet intitulé Anthropométrie, ou Mesure des différentes facultés de l'homme (1870). Alphonse Bertillon s'en inspire pour développer le bertillonnage, appelé aussi « système Bertillon » ou « anthropométrie judiciaire », rapidement adopté dans toute l'Europe, puis aux États-Unis, et utilisé jusqu'en 1970 avant d'être détrôné par la prise d'empreintes digitales en usage jusqu'à nos jours.
Elle concerne notamment :
- les dimensions :
  - la taille ;
  - la hauteur du buste ;
  - la longueur de chaque membre et de chaque partie de membre (bras, avant-bras…) ;
- les masses :
  - masse totale ;
  - masse de chaque partie du corps ;
  - les centres de gravité ;
- les circonférences, parfois appelées « couronnes » :
  - bassin, poitrine, tour de cou… ;
  - circonférence des membres.

La discipline qui consiste à mesurer les os, est appelé ostéométrie.